# اسپرینکلر آتش
اسپرینکلر آتش (انگلیسی: Fire sprinkler) بخشی از سامانه پاششی اطفاء حریق است و زمانی که اثری از آتش‌سوزی را تشخیص دهد، مانند وقتی که دما از میزان مشخصی فراتر رود، آب را تخلیه می‌کند. اسپرینکلر آتش‌نشانی به‌طور گسترده‌ای استفاده می‌شود و در هر سال در سراسر جهان بیش از ۴۰ میلیون اسپرینکلر نصب می‌گردد. در ساختمان‌هایی که توسط اسپرینکلر آتش حفاظت شده و دارای طراحی و نگهداری استاندارد باشد، بیش از ۹۹ درصد از آتش‌سوزی‌ها به تنهایی توسط اسپرینکلر کنترل می‌شود.
جالب است بدانید که بر اساس آمارهای منتشر شده ۳۷٪ از آتش‌سوزی‌ها با فعال شدن تنها یک اسپرینکلر، ۵۶٪ با فعال شده کمتر از ۳ اسپرینکلر و ۸۳٪ از حریق‌ها با کمتر از ۵ اسپرینکلر مهار شده‌اند؛ که این آمار نشان دهنده نقش بسیار مؤثر این دستگاه ساده می‌باشد؛ و نکته جالب تر این است که در انگلستان تا کنون هیچ‌یک از ساختمان‌های مجهز به سیستم اطفا حریق اسپرینکلر دچار خسارت‌های سنگین و مرگ ناشی از حریق نشده‌اند.

#### انواع اسپرینکلر
- سیستم تر
- سیستم خشک
- سیستم جریان آزاد
- سیستم نیمه آزاد
- اسپرینکلر بالازن
- اسپرینکلر پایین زن
- اسپرینکلر دیواری(بغل زن)